# Fachakademie für Sozialpädagogik der Christlichen Jugendhilfe Kempten
Fachakademie für Sozialpädagogik der Christlichen Jugendhilfe Kempten des Schulwerks der Diözese Augsburg ist eine private, staatlich anerkannte, berufsbildende Ausbildungsstätte für Erzieherinnen und Erzieher in Kempten (Allgäu). Träger ist das Schulwerk der Diözese Augsburg.

## Geschichte und Gegenwart
Die Ausbildungsstätte wurde 1956 mit 8 jungen Schülerinnen als Seminar für Kindergärtnerinnen und Hortnerinnen ins Leben gerufen. Die Schwesterngemeinschaft Der Liebe Christi übernahmen die Trägerschaft unter dem Titel Christliche Jugendhilfe Kempten. Zugleich stellte die kleine Ordensgemeinschaft das Lehr- und Leitungspersonal. 1968 wurde das Seminar umgewandelt in die Fachschule für Sozialpädagogik. Damit verbunden war eine neue Schulordnung und die Einführung eines einjährigen Berufspraktikums.
Da Anfang der 1970er Jahre der Bedarf an gut ausgebildeten Erzieherinnen für Kindergärten, Horte und Heime damals sehr groß war, ermutigte der Caritasverband und das Bayerische Staatsministerium für Unterricht und Kultus die Schwesterngemeinschaft, einen Schulneubau mit der Möglichkeit zur Bildung von Parallel-Klassen in Erwägung zu ziehen. Nach längeren Verhandlungen mit der Stadt Kempten konnte Ende 1971 ein Grundstück in unmittelbarer Nähe des bisherigen Schulgebäudes erworben und 1972 mit dem Bau begonnen werden. Bei der Planung ergab sich auch die Notwendigkeit eines Lehrkindergartens als Übungsstätte und eines kleinen Wohnheimes für auswärtige Studierende. Im September 1974 konnte die gesamte Schulanlage (120 Studierende), der Kindergarten (50 Kinder) und das Wohnheim (24 Plätze) bezogen werden.
1975 übergab die Ordensgemeinschaft die Schule, die zwei Jahre davor den Status einer Fachakademie erhielt, in die Trägerschaft des Schulwerks der Diözese Augsburg. 16 Jahre später zogen sich die Schwestern von Lehre und Leitung zurück, die Schulleitung ging in weltliche (und männliche) Hände über. Auch das Internat wurde wegen geringer Nachfrage geschlossen. Bedingt durch die gestiegene Nachfrage an einen Schulplatz sowie die Verlängerung der Ausbildungszeit, war eine räumliche Erweiterung notwendig. 1984 wurde der Anbau eingeweiht.
Die Fachakademie wird heute zweizügig geführt, sie wird von etwa 230 jungen Frauen und einigen wenigen Männern besucht. Bei Erfüllung der vorgeschriebenen Aufnahmebedingungen (siehe Fachakademie für Sozialpädagogik und) ist die konfessionell gebundene Ausbildungsstätte unabhängig von ihrer Religionszugehörigkeit offen für alle Bewerber.

## Leitbild
Das Selbstverständnis der Schule gründet im christlichen Glauben. Die Bildungseinrichtung möchte neben der theoretischen Wissensvermittlung die Studierenden in einem gemeinsamen Lernprozess in ihrer persönlichen und beruflichen Bildung partnerschaftlich begleiten, d. h. die Fachakademie für Sozialpädagogik der christlichen Jugendhilfe Kempten fördert neben der Sachkompetenz (Fachlichkeit) die Entwicklung der Sozialkompetenz (Mitmenschlichkeit) sowie der Selbstkompetenz (Persönlichkeit).